# Джон Генрі Шаффнер
Джон Генрі Шаффнер (1866—1939) — американський ботанік і професор Університету штату Огайо. Він відомий своїм внеском у квіткову діаграму і своєю роботою з скорочення поділу. Шаффнер є ботанічним авторитетом для семи таксонів, які носять його ім'я, наприклад Equisetum kansanum J.H.Schaffn.
Стандартна авторська абревіатура J.H.Schaffn. використовується для позначення цієї особи як автора при цитуванні ботанічної назви.